# Polycyrtus duplicatus
Polycyrtus duplicatus là một loài tò vò trong họ Ichneumonidae.